# 筒井順昭
筒井順昭（1523年3月2日—1550年8月2日），日本戰國時代於大和國的武將、大名。筒井順興之子，筒井順慶之父。興福寺的官符眾徒。

## 生平
在大永3年2月15日（1523年3月2日）出生，家中嫡男。以筒井城為居城，逐漸擊破大和國內的越智氏和木澤長政等，擴大勢力，並與斷絕關係的十市遠忠和解，慢慢把大和一國收進手中，建立筒井氏的全盛時期。
天文18年（1549年），因為患病，於是突然帶著數個家臣在比叡山隱居（一說是因為天花和腦腫瘤）。在翌年（1550年）死去。雖然嫡子藤勝（後來的順慶）只有2歲，不過因為受到弟弟順政、順國輔佐，仍然支配大和。

## 逸話
- 順昭的供養塔（五輪塔）是重要文化財，位於奈良縣生駒市的圓證寺（日语：圓證寺）。

- 順昭死前召集家臣並令其發誓向兒子順慶效忠，並為了欺騙敵人，令與自己相似的奈良盲僧「木阿彌」（或默阿彌）擔任影武者，命其在3年內隱藏自己的死訊（一說是1年，或兒子順慶成人為止）。木阿彌在擔當替身期間，過著高貴的生活，在筒井家臣團整頓為於順慶之下的體制後，即返回奈良，變回普通僧人。於是有了日本的成語（字面上的意思是原本的木阿彌）。

## 外部連結
- 武家家伝＿筒井氏 （页面存档备份，存于）